# Урапидил

Урапидил

Урапидил (Urapidil, также Эбрантил, Ebrantil, Eupressyl) — лекарственное средство, блокатор периферических адренорецепторов.

Выпускается в виде гидрохлорида.  
С 2012 года урапидил включён в Перечень жизненно необходимых и важнейших лекарственных препаратов.

## Фармакология
Оказывает гипотензивное действие (понижение артериального давления); снижает периферическое сосудистое сопротивление. Эффект частично обусловлен уменьшением потока центральных симпатических сосудосуживающих импульсов, частично — периферическим a 1 -адреноблокирующим действием. Полностью механизм действия не изучен.
В основном препарат применяют для снижения артериального давления при гипертонических кризах (см. также Клофелин), а также при тяжело протекающих формах артериальной гипертензии, в том числе в случаях, резистентных к действию других антигипертензивных средств.
Назначают внутривенно и внутрь.
При острых и тяжело протекающих формах гипертензии вводят внутривенно взрослым обычно в дозе 0,025 г (25 мг), то есть 1 ампулу (5 мл) 0,5 % раствора (в течение 5 мин). При недостаточном эффекте вводят через 2 мин эту же дозу, а при недостаточном эффекте этой дозы переходят через 2 мин на медленное внутривенное введение 50 мг. При достижении эффекта после первого, второго или третьего введения переходят на медленную капельную инфузию. Для инфузии 250 мг урапидила разводят в 500 мл изотонического раствора натрия хлорида или 5 — 10 % раствора глюкозы. Вводят с помощью перфузионного насоса из расчёта 9 — 30 мг в час (в среднем 15 мг/ч).
Длительность введения зависит от тяжести заболевания, получаемого эффекта и переносимости (всего не более 7 дней). После получения необходимого эффекта возможен переход на приём препарата внутрь.
Для длительной антигипертензивной терапии назначают урапидил внутрь в капсулах. Начинают обычно с 30 мг 2 раза в день или 60 мг 2 раза в день, подбирая дозу индивидуально. Суточная доза составляет от 30 до 180 мг. Принимают утром и вечером во время еды; капсулы проглатывают, не разжёвывая, запивают небольшим количеством жидкости.
При приёме внутрь урапидил обычно хорошо переносится, однако возможны головокружение, головная боль, общая слабость, сердцебиение, желудочно-кишечные расстройства, сухость во рту; кроме того, явления ортостатического коллапса. Иногда наблюдаются кожные аллергические реакции, тромбоцитопения.
При быстром внутривенном введении может развиться коллаптоидное состояние.
Не следует назначать урапидил (для амбулаторного лечения) водителям транспорта и лицам других профессий, требующих быстрой физической и психической реакции.
Нельзя смешивать раствор урапидила со щелочными инфузионными жидкостями (возможно выпадение осадка).

## Противопоказания
Препарат противопоказан при беременности. Его не назначают детям. Лечение больных пожилого возраста начинают с назначения меньших доз. Другие гипотензивные препараты могут усилить действие урапидила. Не рекомендуется (в связи с отсутствием достаточного опыта) применять урапидил одновременно с ингибиторами ангиотензинвертирующего фермента (Каптоприл).

## Форма выпуска
Формы выпуска: в капсулах (замедленного, ретардированного действия) по 30; 60 и 90 мг в упаковке по 20; 50 и 100 штук; 0,5 % раствор для внутривенного введения в ампулах по 5 и 10 мл (25 и 50 мг) в упаковке по 10 ампул.